# 融水站
融水站是位于广西壮族自治区柳州市融水苗族自治县融水镇的一个铁路车站，邮政编码545300。车站建于1979年，有焦柳铁路经过该站，现办理客运货运业务。车站距离月山站1525公里，隶属南宁铁路局，是三等站。